# Церковь Казанской иконы Божией Матери (Моховое)
Церковь Казанской иконы Божией Матери — православный храм Ливенской епархии Русской православной церкви, расположенный в селе Моховое Новодеревеньковского района Орловской области.

## История
Церковный приход в Моховом возник с постройки в 1701 году на средства помещика Фёдора Мокеевича Шатилова деревянного храма во имя Казанской иконы Божией Матери, который в 1777 году был разобран и перевезён в уездный город Новосиль и устроен там при кладбище для совершения ритуальных обрядов погребения усопших. Вместо деревянного Иосифом Фёдоровичем Шатиловым (прадедом И. Н. Шатилова) в селе был построен новый каменный в то же именование.
Церковь стоит на высоком левом берегу рядом с усадьбой Шатиловых. На месте бывшего деревянного храма в 1783 году на старом кладбище построили небольшой каменный во имя святителя Николая Чудотворца, который стал кладбищенским. Но его разобрали в 1837 году и кирпич использовали для пристройки тёплой трапезной, которую соединили с колокольней. На месте прежнего кладбищенского и на новом кладбище построили каменные часовни (не сохранились).

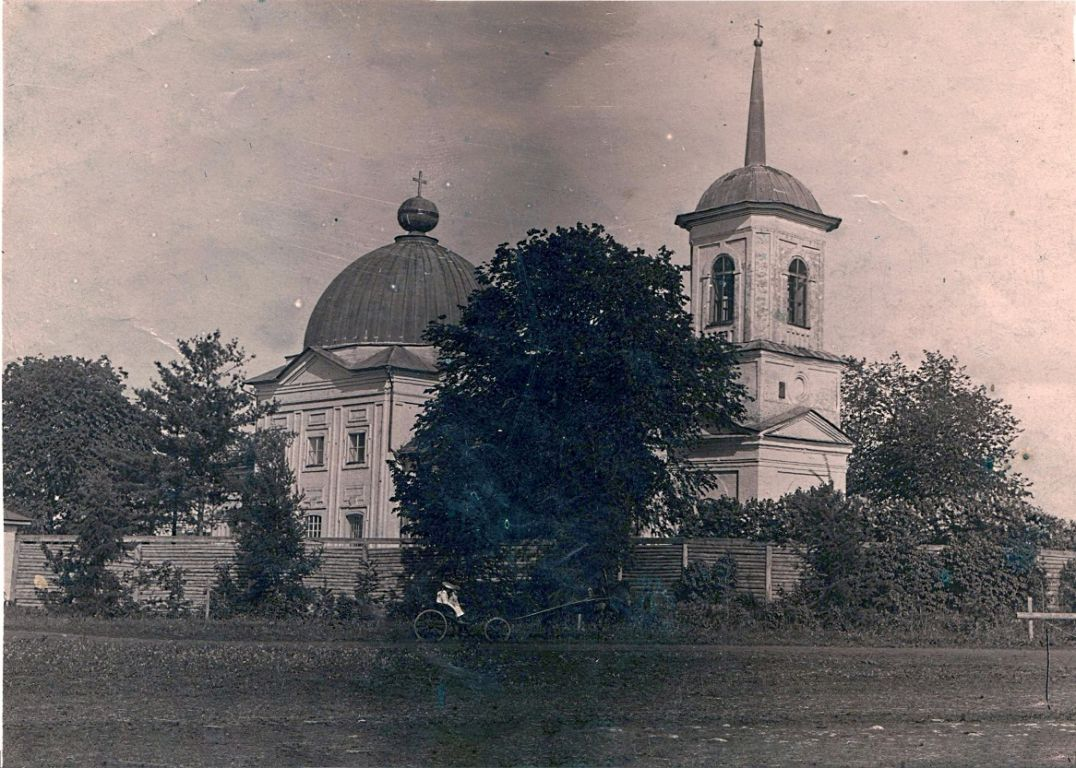
Вид храма до революции

Здание Казанской церкви представляло собой двусветный четверик, перекрытый восьмидольным сводом, с трапезной и прямоугольным алтарем. В трапезной, расширенной в 1837 году, был устроен Никольский престол. В 1879 году было произведено наружное и внутреннее поновление всей церкви. Имелись две местночтимые иконы: Казанской Божией Матери и Всех Скорбящих Радость. Южнее храма находились церковные земли площадью 39 десятин. Приход состоял из самого села и деревень Новолысовки (ныне не существует), Карнади, Курдяевки, Казинки, Студенца (Чебышовка, Бордуково) (ныне не существует) и Троицкой (Носоново) (ныне не существует).
Пережив Октябрьскую революцию, церковь в селе Моховое была закрыта в 1930 году, а её здание использовали для хранения удобрений и затем для других хозяйственных нужд. Верхние ярусы колокольни были разобраны. Здание пострадало также во время Великой Отечественной войны. В последующие годы находилось в заброшенном состоянии, разрушаясь.
В 1996 году были проведены работы по консервации храма. В настоящее время ведутся восстановительные работы Казанской церкви.